# Reunion (album)
Reunion – album koncertowy brytyjskiej grupy Black Sabbath, z Ozzym Osbourne'em. Album został wydany w 1998 roku. Zawiera dwa premierowe nagrania: "Psycho Man" i "Selling My Soul".

## Lista utworów

### Dysk 1
1. "War Pigs" – 8:28
2. "Behind the Wall of Sleep" – 4:07
3. "N.I.B." – 6:45
4. "Fairies Wear Boots" – 6:19
5. "Electric Funeral" – 5:02
6. "Sweet Leaf" – 5:07
7. "Spiral Architect" – 5:40
8. "Into the Void" – 6:32
9. "Snowblind" – 6:08

### Dysk 2
1. "Sabbath Bloody Sabbath" – 4:36
2. "Orchid/Lord of This World" – 7:07
3. "Dirty Women" – 6:29
4. "Black Sabbath" – 7:29
5. "Iron Man" – 8:21
6. "Children of the Grave" – 6:30
7. "Paranoid" – 4:28
8. "Psycho Man" (Osbourne, Iommi) – 5:18
9. "Selling My Soul" (Osbourne, Iommi) – 3:10

## Twórcy
- Ozzy Osbourne – wokal
- Tony Iommi – gitara
- Geezer Butler – gitara basowa
- Bill Ward – perkusja